# Ковпит
Ковпит (Ковпитська казарма) — історична місцевість Києва, колишній хутір, казарма лісової сторожі, що лежав за 3 км на південь 
від села Зазим`я та за 1 км на північний схід від теперішньої ТЕЦ-6.

## Історія
Назва походить від болота, давнього озера Ковпит, згаданого вперше ще 1657 року (нині осушеного), біля північного краю якого існував хутір.
Хутір Ковпит уперше згаданий у «Описі Київського намісництва» 1781 року. У хуторі була одна хата «посполитих, власницьких, різночинських і козацьких підпосудків». У другій половині 1840-х років в Остерському повіті запроваджено систему відновлення лісових насаджень. Тож хутір Ковпит перетворюється на будинок лісової сторожі. Як «Д. Страж.» (дом стражника) він позначений на топографічній мапі 1850-х років (без назви), надалі — на мапі 1868 року, та як лісництво (також без назви) на мапі 1918 року. Лежав у 32 кварталі Броварського лісництва.
З 1923 року хутір належав до Броварського району Київської губернії (згодом — округи). Підпорядковувався Броварській, а потім Погребській сільській раді. 
У довіднику «Список поселень Київської округи» 1926 року зазначено назву — Ковпитська казарма. Тут був 1 двір, жило 2 мешканці. У книзі «Населені місця Київщини. Попередні підсумки перепису 17-го грудня 1926 року» згадано як лісову сторожку Ковпито в 32-му кварталі лісництва, де було 3 двори і мешкало 16 жителів.
Нині на історичному місці хутора немає. Лісову сторожку було спалено восени 1943 року, коли під час відступу німецькі війська спалили більшість поселень Київського Лівобережжя.
Місцевість, де історично був хутір, позначена на сучасних мапах як урочище Ковпитська казарма. Проте існує лісничівка, яку можна умовно вважати спадкоємицею хутора, вона лежить за 800 м на північний схід від того місця, де був хутір Ковпит. З 1950-х рр. вона входить до меж Києва, первісно належала до Дарницького району, з 1969 до 1987 рр. — Дніпровського району, з 1987 до 2001 рр. — Ватутінського. З 2001 року — Деснянського району. Лісничівка лежить у 11 кварталі Білодібровного лісництва.